# ویلیام ال. بری
ویلیام ال. بری (انگلیسی: William L. Barry؛ زادهٔ ۱۶ october ۱۹۴۰ (۸۴ سال)) ورزشکار روئینگ اهل بریتانیا است.
وی در مسابقات کشوری و بین‌المللی در مجموع برندهٔ ۲ مدال نقره شده‌است.